# Lepidoblennius
Lepidoblennius is een geslacht van straalvinnige vissen uit de familie van de drievinslijmvissen (Tripterygiidae).

## Soorten
- Lepidoblennius haplodactylus Steindachner, 1867
- Lepidoblennius marmoratus (Macleay, 1878)